# Кантон Јули (Бјела)
Кантон Јули је насеље у Италији у округу Бијела, региону Пијемонт.
Према процени из 2011. у насељу је живело 28 становника. Насеље се налази на надморској висини од 191 м.